# Adam Leijel
Adam Leijel, född 8 december 1669 i Stockholm, död 30 oktober 1744 i Stockholm, var en svensk direktör och bergsråd.

## Biografi
Adam Leijel föddes 1669 i Stockholm. Han var son till brukspatronen Henrik Leijel och Judit Rokev. Leijel blev 8 mars 1679 student vid Uppsala universitet och reste utomlands 1690 till 1695. Han blev 30 januari 1696 auskultant i Bergskollegium och fick 29 maj 1696 respass till inrikes bergverk. Han blev 20 mars 1699 stipendiat. Leijel blev 23 maj 1700 bergmästare i Öster- och Västerbergslagen och 26 juni 1713 assessor. Han adlades 23 april 1717 till Leijel och blev 1718 direktör vid Hällefors silververk. Leijels ätt introducerades 1719 i Sveriges Riddarhus som nummer 1531. Han blev 4 juni 1730 bergsråd och tog 31 mars 1744 avsked med landshövdings titel. Leijel avled 1744 i Stockholm.

### Familj
Leijel gifte sig 12 juli 1713 på Biby i Gillberga socken med Hedvig Lucia Lohe (1684–1770) som var dotter till brukspatronen Johan Lohe och Anna Blom. De fick tillsammans barnen Anna Leijel (1714–1753) som var gift med landshövdingen Lorens Jacob Adlerstedt, Hedvig Leijel (1715–1716), auskultanten Henrik Leijel (född 1717) och Hedvig Leijel (1719–1763) som var gift med kammarrådet Johan Wulfwenstierna.